# Nick Hein
Nick Hein (Elsdorf, Distrito de Rin-Erft; 24 de abril de 1984) es un artista marcial mixto, yudoca y actor alemán, mejor conocido por aparecer en el programa de televisión alemán Diese Kaminskis.

## Primeros años
Hein nació en Elsdorf y se interesó en las artes marciales después de ver una película de Bruce Lee. En lugar de unirse a una clase de Kung-fu, a sus 6 años se inscribió en judo, porque no había clubes de Kung Fu en Elsdorf. Comenzó a entrenar boxeo en 2000 después de ver un evento de UFC en VHS. Asistió a su primera clase de MMA en 2009 y luchó en su primera competencia amateur en el mismo año cuando todavía estaba en el equipo nacional de judo de Alemania, donde se saltó su entrenamiento en Berlín para el Campeonato Mundial de Judo. Después de una oferta fallida para los Juegos Olímpicos de 2008 y una lesión en la pierna, Hein decidió hacer la transición al MMA.

## Carrera como judoka
Hein comenzó a entrenar judo cuando tenía seis años y fue yudoca durante 20 años, y en el equipo alemán durante una década. Fue campeón de Europa Sub-23 de Judo en 2006 y campeón nacional de Alemania en 2006 y 2007. Ha ganado más de 35 medallas nacionales e internacionales de judo.

## Carrera como artista marcial mixta
Dos años antes de convertirse en profesional en 2009, Hein debutó como aficionado el 24 de febrero de 2007, cuando se enfrentó a Ulf Fritzmann en MMA Berlín: Torneo 3. Después de tres rondas de acción, la pelea se declaró en empate.

### Ultimate Fighting Championship
Hein hizo su debut promocional contra Drew Dober el 31 de mayo de 2014 en UFC Fight Night: Muñoz vs. Mousasi. Ganó la pelea por decisión unánime.
Hein se enfrentó a James Vick el 22 de noviembre de 2014 en UFC Fight Night 57. A pesar de derribar a Vick dos veces en el primer asalto con golpes, Hein perdió la pelea por decisión unánime.
Hein se enfrentó a Łukasz Sajewski el 20 de junio de 2015 en UFC Fight Night 69. Ganó la pelea por decisión unánime.
Hein luego se enfrentó a Yusuke Kasuya el 27 de septiembre de 2015 en UFC Fight Night 75. Ganó la pelea por decisión unánime.
Hein estaba programado para enfrentar a Jon Tuck el 8 de mayo de 2016 en UFC Fight Night 87. Sin embargo, solo unos días antes del evento, Hein se retiró citando una lesión.
Hein se enfrentó a Tae Hyun Bang el 3 de septiembre de 2016 en UFC Fight Night 93. Ganó la pelea por decisión unánime (29-28, 30-28, 30-27).
Se esperaba que Hein se enfrentara Zabit Magomedsharipov en una pelea de peso pluma el 2 de septiembre de 2017 en UFC Fight Night 115. Sin embargo, Hein se retiró de la pelea debido a una lesión el 21 de agosto del evento y fue reemplazado por Mike Santiago.
Hein se enfrentó a Davi Ramos el 12 de mayo de 2018 en UFC 224. Perdió la pelea por estrangulamiento trasero desnudo en la primera ronda.
Hein se enfrentó a Damir Hadžović el 22 de julio de 2018 en UFC Fight Night 134. Perdió la pelea por decisión dividida.
Hein estaba programado para enfrentar a Luigi Vendramini el 1 de junio de 2019 en UFC on ESPN+ 11. Sin embargo, Vendramini se retiró de la pelea a fines de abril citando una lesión en la rodilla y una cirugía posterior. Hein se mantuvo en la cartelera contra Frank Camacho. Perdió la pelea por nocaut técnico en el segundo asalto.
El 2 de junio de 2019, anunció su retiro del deporte.

## Vida personal
Hein trabajó como oficial de policía durante más de 11 años en la Policía Federal de Colonia. Es conocido como 'Juez Dredd" por sus colegas en la fuerza policial. También fue actor, apareciendo en un programa de televisión alemán, Diese Kaminskis, en el que actuó como empresario de pompas fúnebres.
Hein está casado con su esposa japonesa, Marie Suzuki, y tienen un hijo, Noah.

## Campeonatos y logros
- Fair Fighting Championship
  - Campeón de Peso Welter Ligero de la FFC (una vez)

- FFA Western German Championship
  - Campeón de Peso Mediano de Alemania Occidental de la FFA (2009)

## Récord en artes marciales mixtas
| Resultado     | Récord   | Oponente         | Método                      | Evento                                 | Fecha                    | Ronda | Tiempo | Localización   | Notas                                               |
| ------------- | -------- | ---------------- | --------------------------- | -------------------------------------- | ------------------------ | ----- | ------ | -------------- | --------------------------------------------------- |
| Derrota       | 14-5 (1) | Frank Camacho    | TKO (golpes)                | UFC Fight Night: Gustafsson vs. Smith  | 1 de junio de 2019       | 2     | 4:56   | Estocolmo      |                                                     |
| Derrota       | 14-4 (1) | Damir Hadžović   | Decisión (dividida)         | UFC Fight Night: Shogun vs. Smith      | 22 de julio de 2018      | 3     | 5:00   | Hamburgo       |                                                     |
| Derrota       | 14-3 (1) | Davi Ramos       | Sumisión (rear-naked choke) | UFC 224                                | 12 de mayo de 2018       | 1     | 4:15   | Río de Janeiro |                                                     |
| Victoria      | 14-2 (1) | Tae Hyun Bang    | Decisión (unánime)          | UFC Fight Night: Arlovski vs. Barnett  | 3 de septiembre de 2016  | 3     | 5:00   | Hamburgo       |                                                     |
| Victoria      | 13-2 (1) | Yusuke Kasuya    | Decisión (unánime)          | UFC Fight Night: Barnett vs. Nelson    | 27 de septiembre de 2015 | 3     | 5:00   | Saitama        |                                                     |
| Victoria      | 12-2 (1) | Łukasz Sajewski  | Decisión (unánime)          | UFC Fight Night: Jędrzejczyk vs. Penne | 20 de junio de 2015      | 3     | 5:00   | Berlín         |                                                     |
| Derrota       | 11-2 (1) | James Vick       | Decisión (unánime)          | UFC Fight Night: Edgar vs. Swanson     | 22 de noviembre de 2014  | 3     | 5:00   | Austin         |                                                     |
| Victoria      | 11-1 (1) | Drew Dober       | Decisión (unánime)          | UFC Fight Night: Muñoz vs. Mousasi     | 31 de mayo de 2014       | 3     | 5:00   | Berlín         |                                                     |
| Victoria      | 10-1 (1) | Michael Erdinc   | Decisión (unánime)          | Fair FC                                | 8 de febrero de 2014     | 3     | 5:00   | Herne          | Ganó el Campeonato de Peso Welter Ligero de la FFC. |
| Victoria      | 9-1 (1)  | Musa Jangubaev   | TKO (golpes)                | Respect Fighting Championship 10       | 28 de septiembre de 2013 | 2     | 3:51   | Wuppertal      |                                                     |
| Victoria      | 8-1 (1)  | Tamirlan Dadaev  | Decisión (unánime)          | Defenders FC 2                         | 20 de julio de 2013      | 3     | 5:00   | Stuttgart      |                                                     |
| Victoria      | 7-1 (1)  | Roberto Pastuch  | Decisión (unánime)          | Respect Fighting Championship 9        | 13 de abril de 2013      | 3     | 5:00   | Dormagen       |                                                     |
| Sin resultado | 6-1 (1)  | Jordan Błoch     | NC (corte accidental)       | Respect Fighting Championship 7        | 21 de abril de 2012      | 1     | 1:12   | Essen          |                                                     |
| Victoria      | 6-1      | Patrick Herring  | Decisión (unánime)          | SFC 8: Tournament 2012 Part I          | 4 de febrero de 2012     | 3     | 5:00   | Mainz          |                                                     |
| Derrota       | 5-1      | Sebastian Risch  | TKO (rodillazos)            | Respect Fighting Championship 6        | 17 de septiembre de 2011 | 2     | 4:05   | Wuppertal      |                                                     |
| Victoria      | 5-0      | Kamil Lipski     | Decisión (unánime)          | Respect Fighting Championship 4        | 11 de septiembre de 2010 | 3     | 5:00   | Herne          |                                                     |
| Victoria      | 4-0      | Kurt Verschueren | Sumisión (rear-naked choke) | OC: Cage Fight Night 7                 | 17 de abril de 2010      | 1     | 4:46   | Coblenza       |                                                     |
| Victoria      | 3-0      | Stefan Heber     | Sumisión (rear-naked choke) | FFA: German Championships 2010         | 6 de marzo de 2010       | 2     | 2:35   | Berlín         |                                                     |
| Victoria      | 2-0      | Milan Tomes      | Sumisión (rear-naked choke) | Backstreet Fights 2: Rematch           | 12 de diciembre de 2009  | 2     | 1:03   | Colonia        |                                                     |
| Victoria      | 1-0      | Stefan Heber     | Sumisión (rear-naked choke) | FFA: West German Championships 2009    | 8 de agosto de 2009      | 1     | 0:25   | Viersen        |                                                     |